# Арлекін (картини Ферретті)
Арлекін (картини Ферретті) — серія картин з кумедними витівками театрального персонажа, створена флорентійським художником доби рококо Джованні Доменіко Ферретті в першій половині 18 ст.

## Передісторія
Малий флорентійський театрик підтримували як самі флорентійці, так і шляхетний Ораціо Санседоні з міста Сієна. Веселі вистави з витівками Арлекіна настільки сподобались сієнцю Ораціо Санседоні, що він замовив художнику Джованні Доменіко Ферретті серію картин з зображенням сцен з цим театральним персонажем. Серед них художник і подав в одній картині пришелепкуватого Арлекіна-кухаря, що жадібно кинувся готувати їжу, забувши про все на світі. За уявами того часу Арлекін, невдаха і недалекий розумом, був ненажерою і заради їжі міг покинути залицяння до Коломбіни.
Таким же незграбним залишався Арлекін і тоді, коли обрав фах художника.

## Неповні відомості про серію
Повних відомостей про створення серії не збережено. Її датують 1745-1751 роками. Тобто, картини створені в останній період творчості художника, коли на його творчість впливали і його досвід, і його майстерність. Невідомо також, скільки картин первісно входило до серії.

## Значимість серії
Картини давно розійшлись по різним приватним і музейним збіркам, що утруднює їх вивчення. Серія картин про витівки Арлекіна роботи Ферретті стала значимим явищем як в творчості самого художника, так і в мистецтві італійського рококо. Для того часу значимими вважали релігійний живопис та історичний жанр на античні теми, саме ними і займався Ферретті. Тим несподіванішим для шанувальників серйозного живопису було його звертання до театральних сцен з Арлекіном та до побутового жанру, престижність котрого була тоді невисокою. Про помітний розголос серії картин роботи Ферретті свідчать також численні копії картин та їх інтерпретації чи власні звертання до теми іншими художниками.
У 1780-х рр. картини з зображеннями Арлекіна перевів у гравюри Себастьяно Бенедетто Бартолоцці. 
Однак талановитому італійському художнику вдалося не тільки зафіксувати сторінки театральної історії у Флоренції, а й помітно поглибити саме мистецтво доби рококо.

## Обрані твори серії картин (галерея)

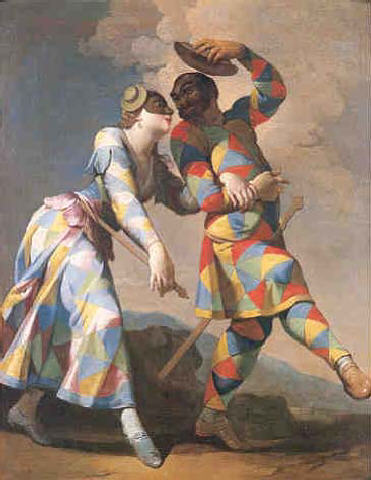
Арлекін і Арлекіна
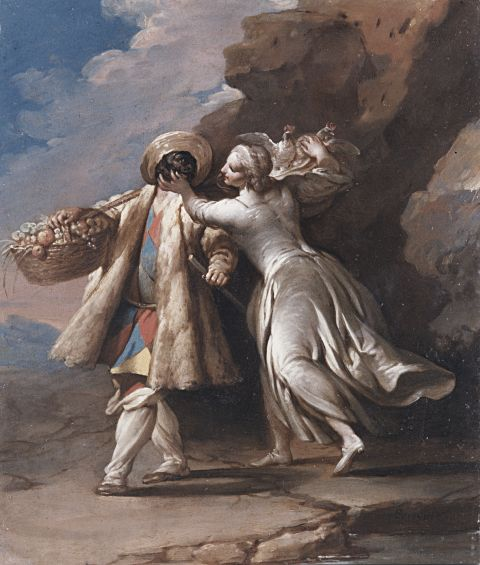
«Арлекін-провінційний селюк»
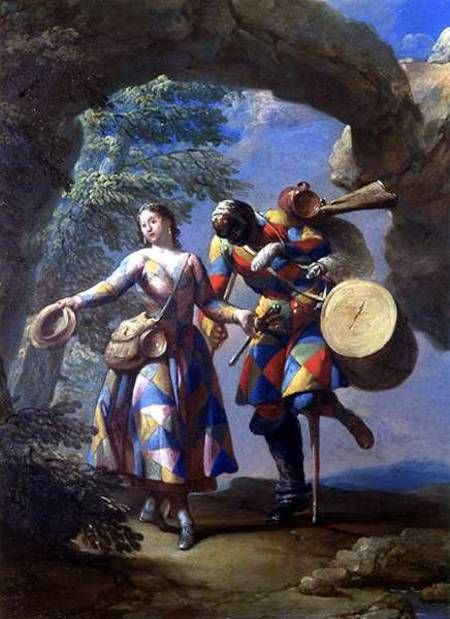
«Арлекін-невдалий вояк», перша половина  18 ст. (до 1751 р.), Прато, палаццо дельї Альберті, Італія .
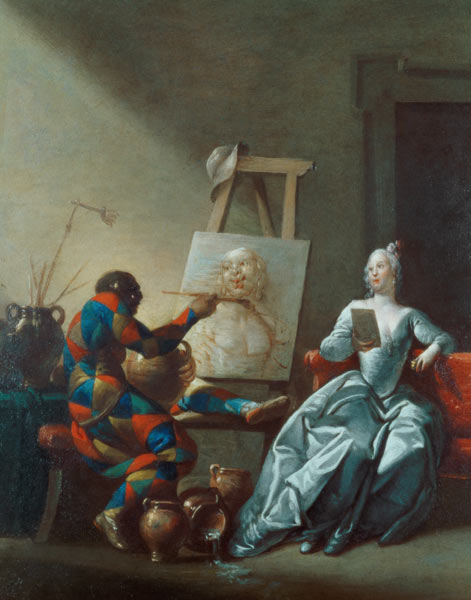
Арлекін-художник,  до 1751 р.

## Побутуваня серії (провенанс)
Існує гіпотеза, що замовником серії був шляхетний пан з міста Сієна Ораціо Санседоні. Відомо, що декоративний живопис для резиденції Санседоні виконав саме Джованні Доменіко Ферретті. Обидва відвідували самодіяльний театрик у Флоренції і бачили вистави з витівками Арлекіна. Знайдений інвентар картин  Ораціо Санседоні, в котрому позначено16 картин з Арлекінами. Але невідомо, чи всі шістнадцять належали пензлю художника Ферретті.
В подальшому серед власників серії був режисер з Австрії Макс Рейнхардт (1873-1943). Рейнхард на початку 20 ст. був серед тих, хто вивчав досвід і виразні можливості комедії дель арте. Картини роботи Ферретті були в його помешканні. У зв'язку із приєднанням Австрії до фашистської Німеччини Рейнхард емігрував до Сполучених Штатів, куди встиг вивезти і картини Ферретті. В Сполучених Штатах картини розійшлись по різних збірках. У двох картинах з колишньої  збірки Рейнхардта знайдений не Арлекін, а інший персонаж — слуга, можливо Пульчінелла, тобто картини можуть належати іншому майстру. 
Дві невеликі картини з театральними персонажами знайдені в приватній збірці в Лондоні. Але вони ніколи не входили до збірки Макса Рейнхардта.  Частка малюнків, пов'язаних з замальовками театрального одягу (як в картинах з Арлекіном) знайдена в музеї Ашмола в Оксфорді. Картини з зображенням Арлекіна можна бачити в різних музеях Італії чи в приватних колекціях у містах Рим, Флоренція, Трієст, Прато, Мілан.